# Abdul Kadir
Abdul Kadir (Denpasar, Indonesia, 27 de diciembre de 1948-Yakarta, Indonesia, 4 de abril de 2003) fue un futbolista y entrenador de fútbol de Indonesia que jugaba en la posición de delantero.

## Carrera

### Club
| Periodo   | Club               |
| --------- | ------------------ |
| 1969-1971 | PSMS Medan         |
| 1971-1979 | Persebaya Surabaya |
| 1979-1980 | Arseto Solo        |
| 1980-1982 | Perkesa 78         |
| 1982-1983 | Jaka Utama         |

### Selección nacional
Debutó con Indonesia en los Juegos GANEFO celebrados ese año en Corea del Norte a los 16 años. En 1968 gana la King's Cup y en 1969 el Torneo Merdeka. También fue finalista de la Copa de Corea de 1972 y participó en los Juegos Asiáticos de 1970.
Jugó 111 partidos y anotó 70 goles, ambos récords de la selección nacional, y el primer jugador que ha participado en más de 100 partidos con Indonesia.

### Entrenador
| Periodo   | Club                     |
| --------- | ------------------------ |
| 1983–1984 | Indonesia                |
| 1984–1992 | Krama Yudha Tiga Berlian |

## Muerte
A sus 50 años, Kadir sufrió insuficiencia renal y tuvo que someterse a hemodiálisis dos veces por semana en el Hospital Dr. Cipto Mangunkusumo en Salemba, Yakarta. Después de varios meses de tratamiento médico, murió el 4 de abril de 2003 en Yakarta, dejando atrás a una esposa, cuatro hijos y un nieto. Luego fue enterrado en el cementerio público Karet Bivak, al sur de Yakarta. Sus compañeros futbolistas cuando aún era jugador y entrenador, incluidos Patar Tambunan, Risdianto, Anjas Asmara, Sutan Harhara y Judo Hadianto, también asistieron a su funeral. La presidenta de la República de Indonesia en ese momento, Megawati Sukarnoputri y su esposo Taufiq Kiemas, también estuvieron presentes depositando coronas de condolencias en su tumba.

## Logros

### Jugador
PSMS Medan
- Perserikatan: 1969-71

Persebaya
- Perserikatan: 1975-78
- Piala Surya: 1975, 1976, 1977

Indonesia
- Torneo Merdeka: 1969
- King's Cup: 1968
- Pesta Sukan Cup: 1972[2]
- Jakarta Anniversary Tournament: 1972

### Individual
- AFC Asian All Stars: 1966, 1970[3]

### Entrenador
Indonesia
- Finalista de la King's Cup: 1984

Krama Yudha Tiga Berlian
- Galatama : 1985, 1986-1987
- Piala Liga : 1987, 1988, 1989

### Récords
- Más apariciones con Indonesia: 111
- Más goles con Indonesia: 70

## Estadísticas

### Goles con Selección
| N.º | Fecha      | Sede                  | Rival             | Gol | Resultado | Torneo                              | Ref.   |
| --- | ---------- | --------------------- | ----------------- | --- | --------- | ----------------------------------- | ------ |
| 1   | 11-8-1967  | Kuala Lumpur, Malasia | Corea del Sur     | 1–3 | 1–3       | Torneo Merdeka 1967                 | [ 4 ]  |
| 2   | 13-8-1967  | Ipoh, Malasia         | Singapur          | 2–0 | 4–1       | Torneo Merdeka 1967                 | [ 5 ]  |
| 3   | 15-8-1968  | Kuala Lumpur, Malasia | Singapur          | 2–0 | 4–0       | 1968 Merdeka Tournament             | [ 6 ]  |
| 4   | 17-8-1968  | Ipoh, Malasia         | Corea del Sur     | 2–0 | 4–2       | 1968 Merdeka Tournament             | [ 7 ]  |
| 5   | 17-8-1968  | Ipoh, Malasia         | Corea del Sur     | 3–1 | 4–2       | 1968 Merdeka Tournament             | [ 7 ]  |
| 6   | 19-8-1968  | Kuala Lumpur, Malasia | Taiwán            | 5–1 | 10–1      | 1968 Merdeka Tournament             | [ 8 ]  |
| 7   | 19-8-1968  | Kuala Lumpur, Malasia | Taiwán            | 6–1 | 10–1      | 1968 Merdeka Tournament             | [ 8 ]  |
| 8   | 21-11-1968 | Bangkok, Tailandia    | Federación Malaya | 1–0 | 1–0       | King's Cup 1968                     | [ 9 ]  |
| 9   | 25-11-1968 | Bangkok, Tailandia    | Birmania          | 2–1 | 3–1       | King's Cup 1968                     | [ 10 ] |
| 10  | 25-11-1968 | Bangkok, Tailandia    | Birmania          | 3–1 | 3–1       | King's Cup 1968                     | [ 10 ] |
| 11  | 27-11-1968 | Bangkok, Tailandia    | Singapur          | 1–0 | 7–0       | King's Cup 1968                     | [ 11 ] |
| 12  | 1-11-1969  | Ipoh, Malasia         | Tailandia         | 4–0 | 4–0       | Torneo Merdeka 1969                 | [ 12 ] |
| 13  | 3-11-1969  | Kuala Lumpur, Malasia | Federación Malaya | 1–0 | 3–1       | Torneo Merdeka 1969                 | [ 13 ] |
| 14  | 3-11-1969  | Kuala Lumpur, Malasia | Federación Malaya | 3–0 | 3–1       | Torneo Merdeka 1969                 | [ 13 ] |
| 15  | 7-11-1969  | Kuala Lumpur, Malasia | Singapur          | 3–0 | 9–2       | Torneo Merdeka 1969                 | [ 14 ] |
| 16  | 7-11-1969  | Kuala Lumpur, Malasia | Singapur          | 5–0 | 9–2       | Torneo Merdeka 1969                 | [ 14 ] |
| 17  | 7-11-1969  | Kuala Lumpur, Malasia | Singapur          | 6–0 | 9–2       | Torneo Merdeka 1969                 | [ 14 ] |
| 18  | 19-11-1969 | Bangkok, Tailandia    | Singapur          | 2–2 | 2–3       | King's Cup 1969                     | [ 15 ] |
| 19  | 1-8-1970   | Kuala Lumpur, Malasia | Singapur          | 3–0 | 3–1       | Torneo Merdeka 1970                 | [ 16 ] |
| 20  | 4-8-1970   | Penang, Malasia       | Hong Kong         | 3–1 | 3–1       | Torneo Merdeka 1970                 | [ 17 ] |
| 21  | 6-8-1970   | Kuala Lumpur, Malasia | Corea del Sur     | 1–1 | 1–2       | Torneo Merdeka 1970                 | [ 18 ] |
| 22  | 8-8-1970   | Kuala Lumpur, Malasia | Japón             | 3–2 | 3–4       | Torneo Merdeka 1970                 | [ 19 ] |
| 23  | 10-8-1970  | Kuala Lumpur, Malasia | Tailandia         | 6–3 | 6–3       | Torneo Merdeka 1970                 | [ 20 ] |
| 24  | 9-11-1970  | Bangkok, Tailandia    | Vietnam del Sur   | 4–2 | 5–3       | King's Cup 1970                     |        |
| 25  | 9-11-1970  | Bangkok, Tailandia    | Vietnam del Sur   | 5–2 | 5–3       | King's Cup 1970                     |        |
| 26  | 13-11-1970 | Bangkok, Tailandia    | Federación Malaya | 1–0 | 3–0       | King's Cup 1970                     | [ 21 ] |
| 27  | 13-11-1970 | Bangkok, Tailandia    | Federación Malaya | 2–0 | 3–0       | King's Cup 1970                     | [ 21 ] |
| 28  | 19-12-1970 | Bangkok, Tailandia    | Tailandia         | 1–0 | 1–0       | 1970 Asian Games                    | [ 22 ] |
| 29  | 5-5-1971   | Seoul, Corea del Sur  | Hong Kong         | 2–0 | 2–1       | 1971 President's Cup                | [ 23 ] |
| 30  | 8-5-1971   | Seoul, Corea del Sur  | Birmania          | 1–0 | 1–3       | 1971 President's Cup                | [ 24 ] |
| 31  | 5-6-1971   | Jakarta, Indonesia    | Singapur          | 3–0 | 3–0       | 1971 Jakarta Anniversary Tournament | [ 25 ] |
| 32  | 7-6-1971   | Jakarta, Indonesia    | Birmania          | 1–1 | 1–1       | 1971 Jakarta Anniversary Tournament | [ 26 ] |
| 33  | 13-6-1971  | Jakarta, Indonesia    | República Jemer   | 1–0 | 1–0       | 1971 Jakarta Anniversary Tournament | [ 27 ] |
| 34  | 9-8-1971   | Kuala Lumpur, Malasia | Birmania          | 1–1 | 2–2       | Torneo Merdeka 1971                 | [ 28 ] |
| 35  | 9-8-1971   | Kuala Lumpur, Malasia | Birmania          | 2–1 | 2–2       | Torneo Merdeka 1971                 | [ 28 ] |
| 36  | 13-8-1971  | Ipoh, Malasia         | Singapur          | 3–0 | 4–0       | Torneo Merdeka 1971                 | [ 29 ] |
| 37  | 27-8-1971  | Singapur              | Singapur          | 1–1 | 2–3       | Pesta Sukan 1971                    | [ 30 ] |
| 38  | 10-11-1971 | Bangkok, Tailandia    | Federación Malaya | 2–0 | 2–0       | King's Cup 1971                     | [ 31 ] |
| 39  | 20-3-1972  | Rangún, Birmania      | Tailandia         | 4–0 | 4–0       | 1972 Olympic Games qualification    | [ 32 ] |
| 40  | 25-3-1972  | Rangún, Birmania      | India             | 4–1 | 4–2       | 1972 Olympic Games qualification    | [ 33 ] |
| 41  | 7-6-1972   | Jakarta, Indonesia    | Laos              | 2–1 | 5–1       | 1972 Jakarta Anniversary Tournament | [ 34 ] |
| 42  | 7-6-1972   | Jakarta, Indonesia    | Laos              | 2–1 | 5–1       | 1972 Jakarta Anniversary Tournament | [ 34 ] |
| 43  | 11-6-1972  | Jakarta, Indonesia    | Sri Lanka         | 1   | 8–0       | 1972 Jakarta Anniversary Tournament | [ 35 ] |
| 44  | 11-6-1972  | Jakarta, Indonesia    | Sri Lanka         | 2   | 8–0       | 1972 Jakarta Anniversary Tournament | [ 35 ] |
| 45  | 13-6-1972  | Jakarta, Indonesia    | Federación Malaya | 1–0 | 3–0       | 1972 Jakarta Anniversary Tournament | [ 36 ] |
| 46  | 13-6-1972  | Jakarta, Indonesia    | Federación Malaya | 3–0 | 3–0       | 1972 Jakarta Anniversary Tournament | [ 36 ] |
| 47  | 17-6-1972  | Jakarta, Indonesia    | República Jemer   | 3–0 | 4–0       | 1972 Jakarta Anniversary Tournament | [ 37 ] |
| 48  | 2-8-1972   | Singapur              | Filipinas         | 2–0 | 3–0       | Pesta Sukan 1972                    | [ 38 ] |
| 49  | 8-8-1972   | Singapur              | República Jemer   | 2–0 | 5–0       | Pesta Sukan 1972                    | [ 39 ] |
| 50  | 8-8-1972   | Singapur              | República Jemer   | 3–0 | 5–0       | Pesta Sukan 1972                    | [ 39 ] |
| 51  | 21-9-1972  | Seoul, Corea del Sur  | Singapur          | 1–0 | 2–1       | 1972 President's Cup                | [ 40 ] |
| 52  | 21-9-1972  | Seoul, Corea del Sur  | Singapur          | 2–1 | 2–1       | 1972 President's Cup                | [ 40 ] |
| 53  | 25-9-1972  | Seoul, Corea del Sur  | Filipinas         | 1   | 12–0      | 1972 President's Cup                | [ 41 ] |
| 54  | 25-9-1972  | Seoul, Corea del Sur  | Filipinas         | 2   | 12–0      | 1972 President's Cup                | [ 41 ] |
| 55  | 28-9-1972  | Seoul, Corea del Sur  | Federación Malaya | 2–1 | 3–1       | 1972 President's Cup                | [ 42 ] |
| 56  | 28-9-1972  | Seoul, Corea del Sur  | Federación Malaya | 3–1 | 3–1       | 1972 President's Cup                | [ 42 ] |
| 57  | 7-10-1972  | Jakarta, Indonesia    | Australia         | 1–3 | 1–4       | Amistoso                            | [ 43 ] |
| 58  | 11-10-1972 | Jakarta, Indonesia    | Nueva Zelanda     | 1–1 | 1–1       | Amistoso                            | [ 44 ] |
| 59  | 24-9-1973  | Seoul, South Korea    | Corea del Sur     | 1–1 | 1–3       | 1973 President's Cup                | [ 45 ] |
| 60  | 26-9-1973  | Seoul, South Korea    | República Jemer   | 2–3 | 2–3       | 1973 President's Cup                | [ 46 ] |
| 61  | 19-4-1974  | Jakarta, Indonesia    | Uruguay           | 1–0 | 2–1       | Amistoso                            | [ 47 ] |
| 62  | 21-4-1974  | Jakarta, Indonesia    | Uruguay           | 2–3 | 2–3       | Amistoso                            | [ 48 ] |
| 63  | 1-6-1974   | Jakarta, Indonesia    | Birmania          | 1–1 | 2–4       | 1974 Jakarta Anniversary Tournament | [ 49 ] |
| 64  | 7-6-1974   | Jakarta, Indonesia    | Malasia           | 1–0 | 4–3       | 1974 Jakarta Anniversary Tournament | [ 50 ] |
| 65  | 7-6-1974   | Jakarta, Indonesia    | Malasia           | 3–1 | 4–3       | 1974 Jakarta Anniversary Tournament | [ 50 ] |
| 66  | 7-6-1974   | Jakarta, Indonesia    | Malasia           | 4–3 | 4–3       | 1974 Jakarta Anniversary Tournament | [ 50 ] |
| 67  | 28-7-1974  | Ipoh, Malasia         | Singapur          | 5–0 | 5–0       | Torneo Merdeka 1974                 | [ 51 ] |
| 68  | 13-6-1978  | Jakarta, Indonesia    | Malasia           | 1–0 | 3–0       | 1978 Jakarta Anniversary Tournament | [ 52 ] |
| 69  | 13-6-1978  | Jakarta, Indonesia    | Malasia           | 2–0 | 3–0       | 1978 Jakarta Anniversary Tournament | [ 52 ] |
| 70  | 13-6-1978  | Jakarta, Indonesia    | Malasia           | 3–0 | 3–0       | 1978 Jakarta Anniversary Tournament | [ 52 ] |